# Héctor Castro
Pour les articles homonymes, voir Castro.
Héctor Castro (dit el Manco - le manchot, ou el Divino manco ensuite) est un joueur de football uruguayen, né le 29 novembre 1904 à Montevideo et mort le 15 septembre 1960 dans la même ville, ayant joué au poste d'avant-centre.
Il avait la particularité d'avoir perdu la main droite à l'âge de 13 ans, en manipulant une scie électrique. 
À peine trois ans après l'arrêt de sa carrière de joueur, il devint l'entraîneur phare du championnat, auprès de son « club de toujours » le Nacional, alors vainqueur 5 fois consécutivement de 1939 à 1943.

## Clubs
- CA Lito Montevideo (disparu) : 1921 à 1923
- Nacional : 1923 à 1932
- Estudiantes de La Plata : 1932 à 1933 (quelques mois)
- Nacional : 1933 à 1936

## Palmarès

### Joueur

#### Sélection nationale
- 25 sélections officielles de 1924 à 1935 avec La Celeste, et 18 buts[1] (dont 2 en CM 1930 -1er Uruguayen à marquer-, et 2 aux JO 1928)
- Champion du monde en 1930
- Champion olympique en 1928
- Champion d'Amérique du Sud en 1926 (2e scoreur avec 6 buts) et 1935
- Vice-champion d'Amérique du Sud en 1927
- Coupe Lipton (contre l'Argentine) en 1924, 1927 et 1929
- Coupe Newton (contre l'Argentine) en 1929 et 1930

#### Club
- 231 matchs de 1re série uruguayenne avec le Nacional, de 1923 à 1936, et 145 buts[2]
- Champion d'Uruguay en 1924 (amateur - Nacional), puis 1933 et 1934 (professionnel - Nacional)
- Tournée européenne de 1925 (Nacional - 153 jours à travers 9 états)
- Tournée nord et centro américaine de 1927 (Nacional)

### Entraîneur
- Champion d'Uruguay à 5 reprises, en 1940, 1941, 1942, 1943 et 1952 (Nacional)
- Champion Rioplatense (Coupe du Dr Ricardo C. Aldao, face au champion argentin) en 1940 et 1942 (Nacional)
- Champion d'Uruguay en 1939 : comme entraîneur-adjoint de l'Écossais William Reaside